# 南梅吉
南 梅吉（みなみ うめきち、1877年（明治10年）5月10日 - 1947年（昭和22年）10月24日）は、日本の社会運動家、部落解放運動家、水平運動家。全国水平社初代委員長、日本水平社初代会長。

## 来歴
滋賀県蒲生郡桐原村（現近江八幡市）の農家に生まれた。孤児となり親族に保育される。小学校卒業後、京都に出て徒弟奉公ののち竹皮草履の仲介業をはじめる。
1894年（明治27年）、京都市上京区鷹野北町に移り化粧品製造に従事。1902年（明治35年）から部落改善運動（融和運動）に携わり、青年団を結成。青年団長や村議会議員を務めた。
1922年（大正11年）、全国水平社（全水）の初代委員長となり、京都の自宅に総本部が置かれた。
1924年（大正13年）12月 警視庁のスパイとの親交を理由に勇退勧告処分を受け、委員長を辞任。1926年（大正15年）の第5回大会で決議された新方針に反対し、全水を脱退。1927年（昭和2年）1月5日、京都で日本水平社を結成した。
部落改善のため政治が重要と考え、1929年（昭和4年）日本自由党、1930年（昭和5年）立憲解放党、同年、日本統一党を結成。日本の中国大陸進出が本格化する中、1934年（昭和9年）国際水平運動を提唱した。
部落解放全国委員会結成3か月前の1945年（昭和20年）12月、京都で人種解放同盟を創立した。